# VTB Arena
VTB Arena (Stadion Dinamo im. Lwa Jaszyna) – stadion piłkarski w Moskwie, w Rosji, na miejscu zamkniętego w 2008 i następnie wyburzonego Centralnego Stadionu Dinamo. „Domowy” stadion Dinamo Moskwa. Pojemność: 26 319 miejsc.
Pod stadionem znajduje się 700 miejsc parkingowych. W południowo-zachodnią część budynku wbudowana jest hala hokejowa na 11 000 (gale bokserskie, mieszanych sztuk walki i koncerty) lub 13 000 (mecze drużyny hokejowej Dinama) widzów.

## Historia

### Budowa
Pierwsza koncepcja powstała w 2010 roku, zanim Rosja zaczęła ubiegać się o organizację Mistrzostw Świata 2018. Stadion miał mieścić ponad 40 tysięcy kibiców, jednak gdy nie został ostatecznie wytypowany do organizacji MŚ, projekt został „odchudzony” do 26 319 miejsc. Budowa ruszyła w 2014.
Termin oddania stadionu był wielokrotnie przesuwany. Otwarcie pierwotnie planowano na 22 października 2017 (rocznica urodzin Lwa Jaszyna), a następnie 5 czerwca 2018 roku.
We wrześniu 2018 VTB poinformował o podpisaniu umowy naming rights dla całości kompleksu na 4 lata, do końca lipca 2022. Budowa oficjalnie zakończyła się 26 listopada 2018, kiedy to obiekt otrzymał od moskiewskiego departamentu planowania przestrzennego pozwolenie na użytkowanie.

### Piłka nożna
Otwarcie głównej, piłkarskiej części obiektu zaplanowano na 10 marca 2019 i mecz derbowy ze Spartakiem, jednak również ten termin został przekroczony z powodu dalszych prac przy murawie boiska. W końcu stadion został zainaugurowany 26 maja, w ostatniej kolejce ligowej sezonu 2018/19. Dinamowcy zremisowali z Arsenałem Tuła 3–3 przy widowni 23 340 kibiców.

### Hokej

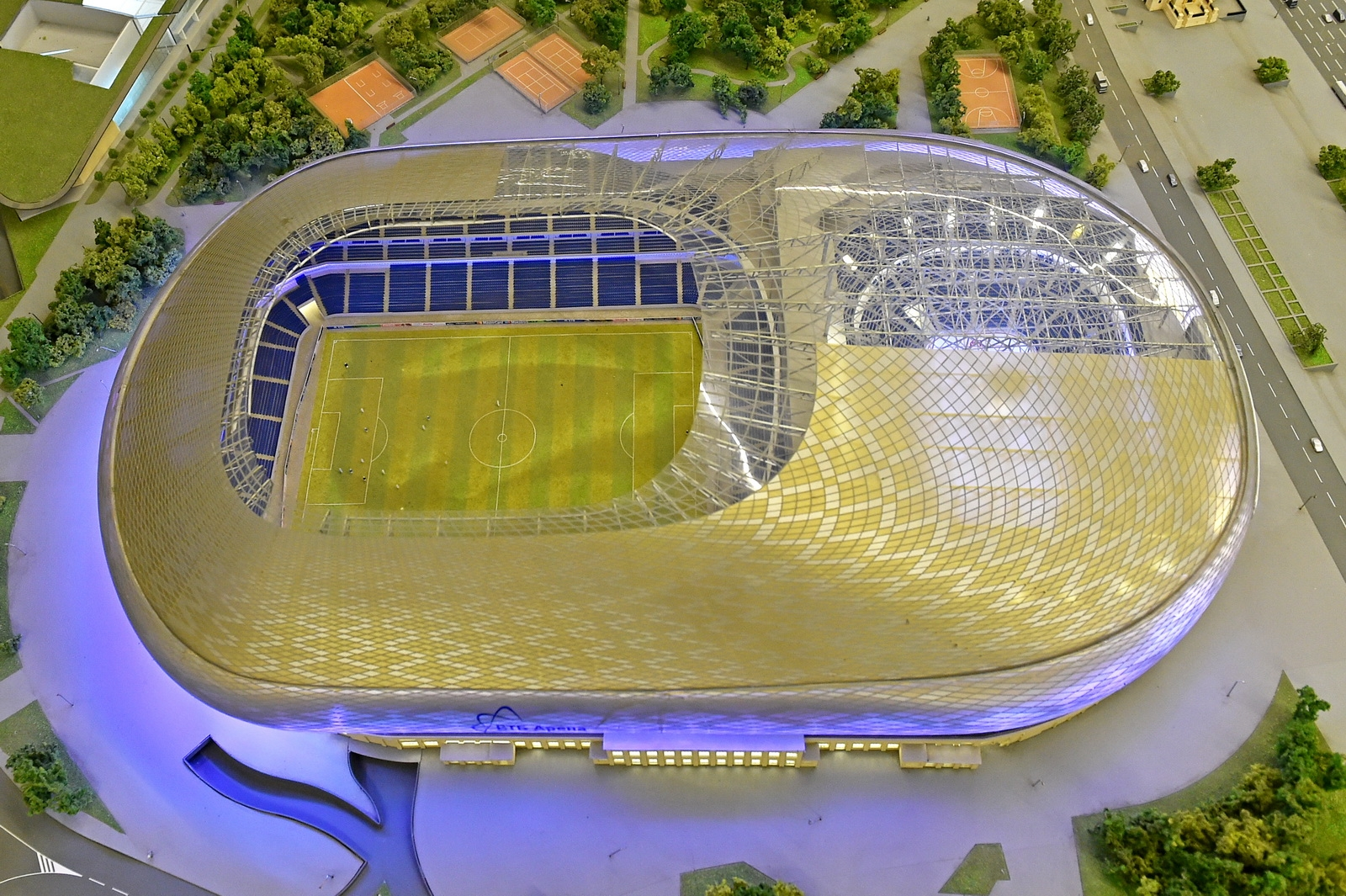
Makieta budynku VTB Areny. Część hokejowa widoczna po prawej stronie.

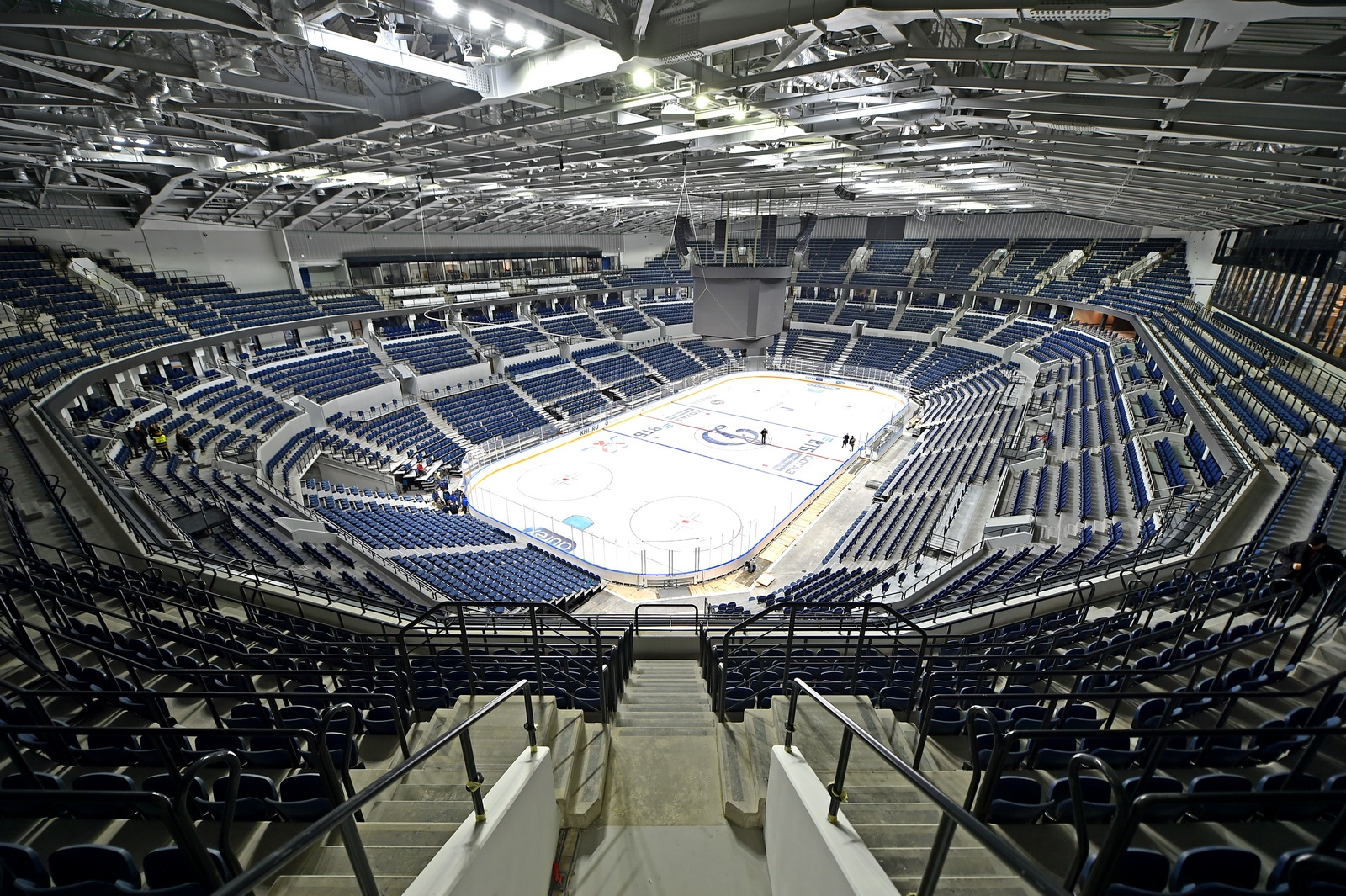
Hala hokejowa

Hala hokejowa została otwarta w styczniu 2019. W inauguracyjnym meczu, przy obecności 10 797 widzów, hokeiści Dinamo Moskwa pokonali Awtomobilist Jekaterynburg z wynikiem 2–0.